# Le Mesnil-Patry
Le Mesnil-Patry és un municipi francès situat al departament de Calvados i a la regió de Normandia. L'any 2007 tenia 277 habitants.

## Demografia

### Població
El 2007 la població de fet de Le Mesnil-Patry era de 277 persones. Hi havia 91 famílies de les quals 12 eren unipersonals (8 homes vivint sols i 4 dones vivint soles), 16 parelles sense fills, 51 parelles amb fills i 12 famílies monoparentals amb fills.
La població ha evolucionat segons el següent gràfic:
Habitants censats

### Habitatges
El 2007 hi havia 88 habitatges, 87 eren l'habitatge principal de la família i 1 era una segona residència. 87 eren cases i 1 era un apartament. Dels 87 habitatges principals, 75 estaven ocupats pels seus propietaris i 12 estaven llogats i ocupats pels llogaters; 4 tenien tres cambres, 16 en tenien quatre i 67 en tenien cinc o més. 74 habitatges disposaven pel capbaix d'una plaça de pàrquing. A 23 habitatges hi havia un automòbil i a 61 n'hi havia dos o més.

### Piràmide de població
La piràmide de població per edats i sexe el 2009 era:
| Homes | Edats   | Dones |
| ----- | ------- | ----- |
| 0     | 95 o +  | 0     |
| 0     | 90 a 94 | 0     |
| 4     | 85 a 89 | 0     |
| 0     | 80 a 84 | 4     |
| 8     | 75 a 79 | 4     |
| 0     | 70 a 74 | 0     |
| 0     | 65 a 69 | 4     |
| 0     | 60 a 64 | 4     |
| 12    | 55 a 59 | 0     |
| 0     | 50 a 54 | 16    |
| 12    | 45 a 49 | 0     |
| 8     | 40 a 44 | 4     |
| 8     | 35 a 39 | 12    |
| 16    | 30 a 34 | 12    |
| 8     | 25 a 29 | 8     |
| 4     | 20 a 24 | 4     |
| 0     | 15 a 19 | 4     |
| 8     | 10 a 14 | 16    |
| 4     | 5 a 9   | 8     |
| 20    | 0 a 4   | 8     |

## Economia
El 2007 la població en edat de treballar era de 183 persones, 137 eren actives i 46 eren inactives. De les 137 persones actives 129 estaven ocupades (68 homes i 61 dones) i 8 estaven aturades (2 homes i 6 dones). De les 46 persones inactives 9 estaven jubilades, 24 estaven estudiant i 13 estaven classificades com a «altres inactius».

### Ingressos
El 2009 a Le Mesnil-Patry hi havia 89 unitats fiscals que integraven 292 persones, la mediana anual d'ingressos fiscals per persona era de 20.535,5 €.

### Activitats econòmiques
Dels 6 establiments que hi havia el 2007, 3 eren d'empreses de construcció i 3 d'empreses de serveis.
Dels 2 establiments de servei als particulars que hi havia el 2009, 1 era un paleta i 1 fusteria.
L'any 2000 a Le Mesnil-Patry hi havia 6 explotacions agrícoles.

## Poblacions més properes
El següent diagrama mostra les poblacions més properes.